# Tank (Computerspiel)
Tank (engl. für Panzer) ist ein münzbetriebenes Arcade-Spiel des Genres Shoot ’em up. Es wurde am 5. November 1974 von Kee Games (einer Atari-Tochter) veröffentlicht. Es war das erste Spiel, das ROMs zur Speicherung der Grafikdaten benutzte. Die Hardware bestand aus diskreten TTL-Bausteinen und verfügte noch nicht über einen Zentralprozessor.

## Spielbeschreibung

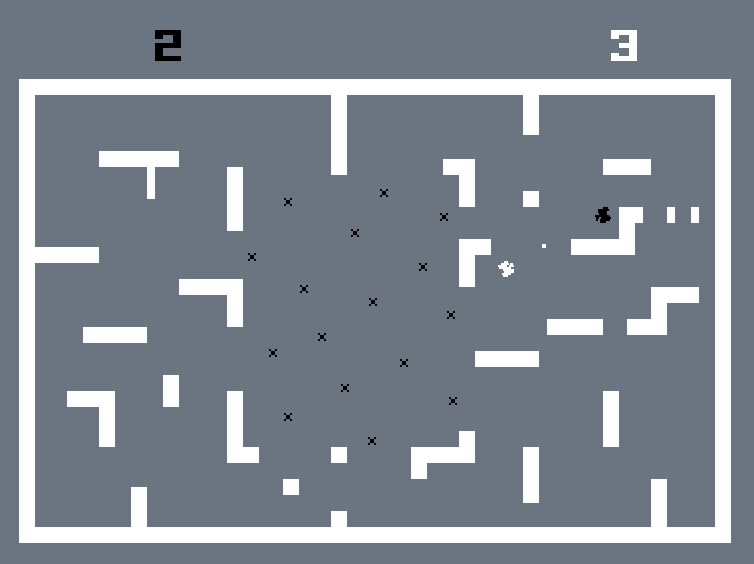
Spielfeld von Tank von 1974

In Tank versuchen sich zwei Kontrahenten, in einem Labyrinth aus kleinen, verwinkelten Blöcken möglichst häufig gegenseitig abzuschießen. Beide Mitspielende steuern dabei einen Panzer und erhalten einen Punkt für jeden Treffer des Gegners. Getroffene Panzer sind kurzzeitig unverwundbar, um aus der Schusslinie gefahren werden zu können. In der Mitte ist ein größeres, offenes Feld mit durch kleine Kreuze gekennzeichneten Panzerminen, die bei einer Kollision zu einem Punkt für die andere Partei führen. Das Originalspiel ist in Schwarz-weiß gehalten, später gab es mehrfarbige Varianten.
Die Steuerung der Panzer erfolgt jeweils mit zwei 2-Wege-Joysticks (1 Achse) und einem Feuerknopf, wobei jeder Joystick eine Kette des Fahrzeugs steuert. Zur Vorwärtsbewegung werden beide Sticks nach vorne gedrückt, zum Lenken werden sie in unterschiedliche Richtungen gehalten. Das Spiel endet je nach Einstellung des Automaten nach ein oder zwei Minuten. Gewonnen hat die Spielerin oder der Spieler mit den meisten Punkten nach Ablauf der Spielzeit.
Noch im Jahr 1974 erschien mit Tank II ein Nachfolger, welcher es erlaubte, mittels DIP-Schalter ein anderes Labyrinth auszuwählen. Das zweite Layout war bereits im ROM des ersten Tank enthalten, konnte aber nur durch Manipulation der Platine aktiviert werden. 1975 erschien mit Tank III eine dritte Version des Spiels, die erstmals einen Einzelspielermodus anbot.

## Entstehung
Nachdem Atari aus marktpolitischen Gründen die Firma Kee Games als eigenständiges Tochterunternehmen gegründet hatte, war Tanks die erste Neuentwicklung dieser Firma. Die beiden Entwickler Steve Bristow und Lyle Rains wollten zunächst eine Football-Simulation erstellen, entschieden sich aber während des Programmierens für ein Spiel mit Panzern, weil sie es für attraktiver erachteten. Das Spiel wurde später als Klon auch direkt von Atari vertrieben.
Der Spielautomat war das erste Computerspiel, das seine Graphik in einem ROM speicherte. Die gleiche Hardware wurde auch von Shark Jaws (Atari, 1975) benutzt, dem ersten Spiel mit animierten Charakteren.

## Weiterentwicklungen und Konsolenumsetzungen

Panzerschlacht auf Philips G7000

Das Spiel war sehr erfolgreich, erfuhr zahlreiche Weiterentwicklungen und wurde auf alle wichtigen Konsolen der 1970er Jahre portiert.
- Tank II (1974, Arcade-Automat von Atari)
- Tank III (1975, Arcade-Automat von Atari)
- Wüstenfuchs (1976, für SABA Videoplay)
- Panzerspiel (1976, Spiele-Chip von General Instrument für Konsolen der PC-50x-Familie)
- Tank 8 (1976) (erstes und bislang einziges Arcade-Spiel mit 8 gleichzeitigen Spielern auf einem Bildschirm)
- Combat (1977, für Atari 2600)
- Telstar Combat! (1977, Standalone-Telespiel von Coleco)
- Ultra Tank (1978, Arcade-Automat von Atari)
- Panzerschlacht (1978, für Philips G7000)
- Panzerschlacht (1978, für Interton VC 4000)
- Armor Battle (1979, für Intellivision)